# 上海交通大学环境科学与工程学院
环境科学与工程学院为上海交通大学的一个学院，成立于1999年。